# Distrito de Gjakova
O distrito de Gjakova (em albanês:  Rajoni i Gjakovës; em sérvio:  Ђаковички округ, Đakovički okrug) é um distrito do Kosovo, sua capital é a cidade de Gjakova. 

## Muncípios
O distrito de Đakovica está subdividido em 4 municípios:
- Gjakova
- Rahovec
- Deçan
- Junik